# Janssen Pharmaceutica

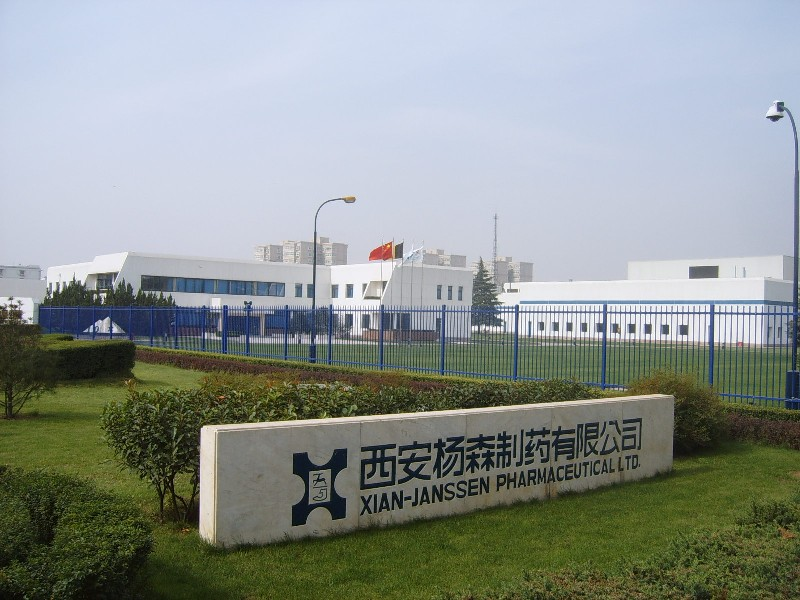
Janssen у китайському місті Сіань

Johnson & Johnson Innovative Medicine (відома як Janssen Pharmaceutica NV) — бельгійська фармацевтична компанія, що базується в місті Берсе, Бельгія. З 1961 року є підрозділом корпорації Johnson & Johnson. З вересня 2023 року компанія стала називатися Johnson & Johnson Innovative Medicine.

## Історія
Janssen Pharmaceutica була заснована 1953 року Паулем Янсеном (1926—2003) і входить до складу американської корпорації Johnson & Johnson. Первісною метою компанії були виключно фармацевтичні дослідження.
У 1961 році Janssen Pharmaceutica стала фармацевтичним підрозділом Johnson & Johnson (один із трьох секторів, крім «Медичних приладів та діагностики, споживачів») після того, як Поль Янссен знову хотів більше зосередитися на дослідженнях і спочатку безрезультатно намагався продати свою компанію в Європі. Відтоді Janssen Pharmaceutica проводить дослідження та розробку нових препаратів для Johnson & Johnson (Johnson & Johnson Pharmaceutical Research Development (JJPRD)), наприклад, у галузі неврології, анестезії, знеболення, алергології, раку та ін. Німецьке відділення засноване 1959 року. Воно працює під керівництвом Janssen-Cilag GmbH у Нойсі.
У 1985 році Janssen Pharmaceutica була першою західною фармацевтичною компанією, яка створила фармацевтичну фабрику в КНР. Перша фабрика була побудована під керівництвом Йооса Горстена у місті Ханьчжун. У Сіані вступила в дію друга, більша фабрика.
У 2007 році Janssen Pharmaceutica втретє була визнана найпривабливішим роботодавцем Бельгії. Це опитування проводилось фірмою Randstad у Бельгії з 2001 року.
Під час пандемії COVID-19 фірма Janssen Pharmaceutica розробила однодозову вакцину від цього вірусу, яку сертифіковано для використання в США та Європейському Союзі.
У березні 2015 року Janssen ліцензувала тіпіфарніб (інгібітор фарнезилтрансферази) компанії Kura Oncology, яка візьме на себе повну відповідальність за розробку та комерціалізацію протиракового препарату. Пізніше в тому ж місяці компанія оголосила, що Galapagos Pharma відновила права на протизапальний препарат-кандидат GLPG1690, а також на дві інші сполуки, включаючи GLPG1205 (першокласний інгібітор GPR84).
У травні 2016 року компанія розпочала співпрацю MacroGenics та їх доклінічного лікування раку, MGD015. Угода може принести MacroGenics понад $740 млн.
У вересні 2017 року було оголошено, що Janssen об'єдналася з Biomedical Advanced Research and Development Authority (BARDA), підрозділом Міністерства охорони здоров'я і соціальних служб США, для створення вакцин проти пандемічного грипу.  BARDA виділить компанії Janssen 43 мільйони доларів у перший рік і 273 мільйони доларів протягом п'яти років за контрактом. Одним із проєктів у рамках контракту є розробка універсальної вакцини проти грипу. Метою вакцини буде захист людей від усіх або більшості штамів грипу.

## Розроблені медикаменти
| R-code | Назва                | Торгова марка      | Синтетизовано | Вихід на ринок |
| ------ | -------------------- | ------------------ | ------------- | -------------- |
| R5     | Ambucetamid          | Neomeritine        | 1953          | 1955           |
| R79    | Isopropamid iodid    | Priamide-Janssen   | 1954          | 1955           |
| R253   | Diisopromin          | Bilagol            | 1955          | 1956           |
| R516   | Cinnarizin           | Stugeron           | 1955          | 1958           |
| R875   | Dextromoramid        | Palfium            | 1955          | 1957           |
| R1132  | Diphenoxylat         | Reasec             | 1956          | 1960           |
| R1625  | Haloperidol          | Haldol             | 1958          | 1959           |
| R2498  | Trifluperidol        | Triperidol         | 1959          | 1961           |
| R3345  | Pipamperon           | Dipiperon          | 1960          | 1961           |
| R3365  | Piritramid           | Dipidolor          | 1960          | 1967           |
| R4263  | Fentanyl             | Fentanyl           | 1960          | 1963           |
| R4584  | Benperidol           | Glianimon          | 1961          | 1965           |
| R4749  | Droperidol           | Dehydrobenzperidol | 1961          | 1963           |
| R4845  | Bezitramid           | Burgodin           | 1961          | 1971           |
| R6218  | Fluspirilen          | Imap               | 1963          | 1971           |
| R6238  | Pimozid              | Orap               | 1963          | 1970           |
| R7904  | Lidoflazin           | Clinium            | 1964          | 1969           |
| R11333 | Bromperidol          | Impromen           | 1966          | 1981           |
| R12564 | Levamisol            | Ergamisol          | 1966          | 1969           |
| R13672 | Haloperidol decanoat | Haldol decanoas    | 1967          | 1981           |
| R14889 | Miconazol            | Daktarin           | 1967          | 1971           |
| R14950 | Flunarizin           | Sibelium           | 1967          | 1977           |
| R15889 | Lorcainid            | Remivox            | 1968          | 1983           |
| R16341 | Penfluridol          | Semap              | 1968          | 1973           |
| R16470 | Dexetimid            | Tremblex           | 1968          | 1972           |
| R16659 | Etomidat             | Hypnomidate        | 1964          | 1977           |
| R17635 | Mebendazol           | Vermox             | 1968          | 1972           |
| R18553 | Loperamid            | Imodium            | 1969          | 1973           |
| R33800 | Sufentanil           | Sufenta            | 1974          | 1979           |
| R33812 | Domperidon           | Motilium           | 1974          | 1978           |
| R35443 | Oxatomid             | Tinset             | 1975          | 1981           |
| R39209 | Alfentanil           | Rapifen            | 1976          | 1983           |
| R41400 | Ketoconazol          | Nizoral            | 1976          | 1981           |
| R43512 | Astemizol            | Hismanal           | 1977          | 1983           |
| R46541 | Bromperidol          | Impromen           | 1978          | 1984           |
| R49945 | Ketanserin           | Sufrexal           | 1980          | 1987           |
| R50547 | Levocabastin         | Livostin           | 1979          | 1989           |
| R51211 | Itraconazol          | Sporanox           | 1980          | 1986           |
| R51619 | Cisaprid             | Prepulsid          | 1980          | 1989           |
| R64766 | Risperidon           | Risperdal          | 1984          | 1993           |
| R      | Paliperidon          | Invega             |               | 2007           |

За ці роки компанія Janssen Pharmaceutica випустила близько 70 нових речовин. Найвідоміші серед них:
| Торгова назва | Непатентована назва | Індикація             |
| ------------- | ------------------- | --------------------- |
| Імодіум       | Лоперамід           | Інгібітори моторики   |
| Мотиліум      | Домперидон          | Протиблювотний засіб  |
| Ремініл       | Галантамін          | Засіб проти деменції  |
| Дактарін      | Міконазол           | Протигрибковий засіб  |
| Нізорал       | Кетоконазол         | Протигрибковий засіб  |
| Вермокс       | Мебендазол          | Антигельмінтний засіб |
| Ріспердал     | Рісперидон          | Атиповий нейролептик  |
| Дюрогезик     | Фентаніл            | Опіоїдний анальгетик  |

П'ять препаратів Янсена входять до списку основних лікарських засобів Всесвітньої організації охорони здоров'я:
- Галдол (галоперидол)
- Ергамізол (Левамізол)
- Дактарин (Міконазол)
- Вермокс (мебендазол)
- Нізорал (кетоконазол) (включений до списку ВООЗ з 2005 р.)
- Риспердал (Рисперидон)